# Addisz-Abeba
Addisz-Abeba Etiópia fővárosa és legnagyobb városa. Fontos kulturális, művészeti, pénzügyi, közigazgatási, politikai és diplomáciai központ, ahol az Afrikai Unió (AU) és az ENSZ Afrikai Gazdasági Bizottsága (UNECA) székhelye is található. Nevének jelentése „új virág”.
A 2500 m-es tengerszint feletti magasságú fekvésével Afrika legmagasabban fekvő fővárosa.

## Éghajlat

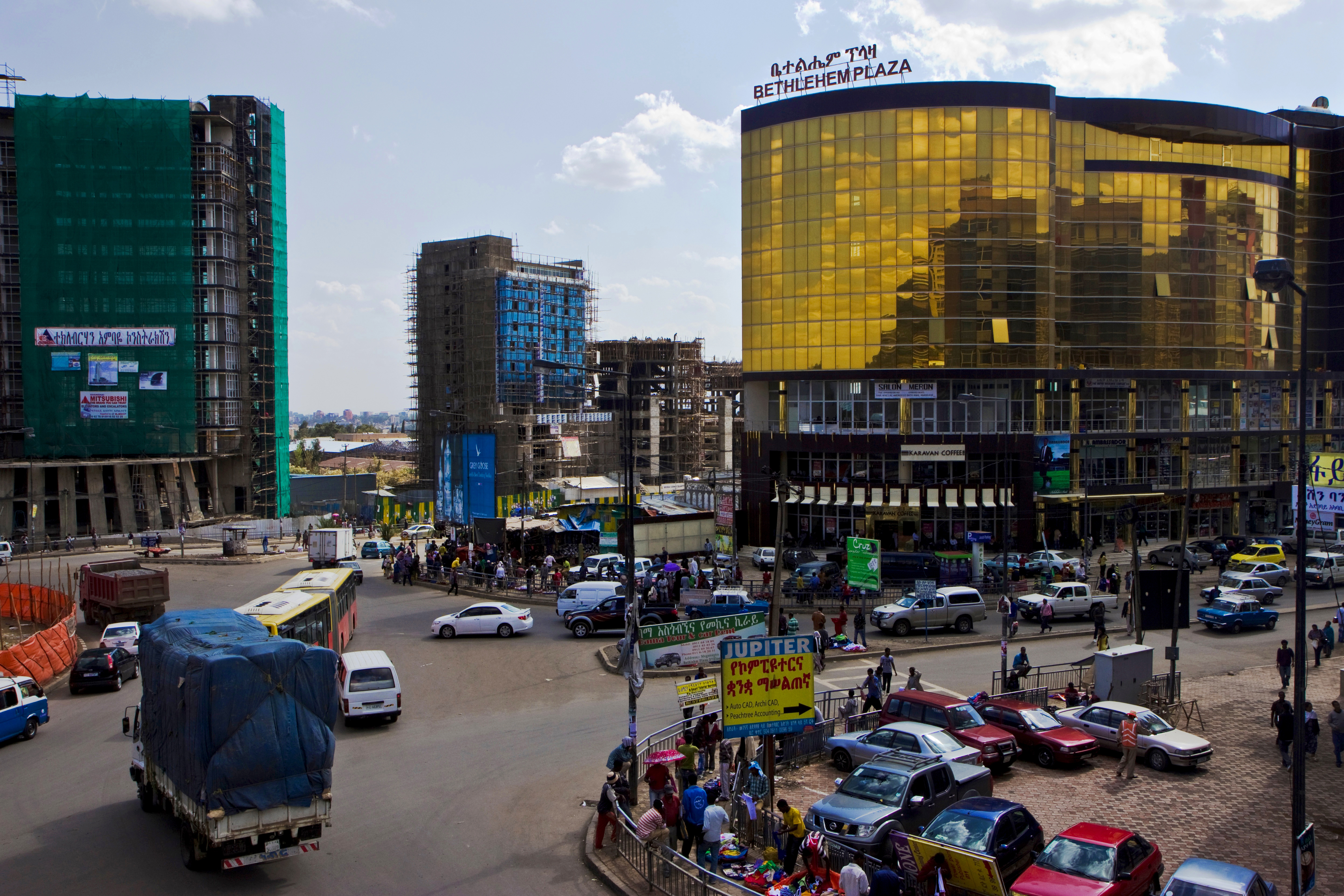
Az üzleti negyed egy része

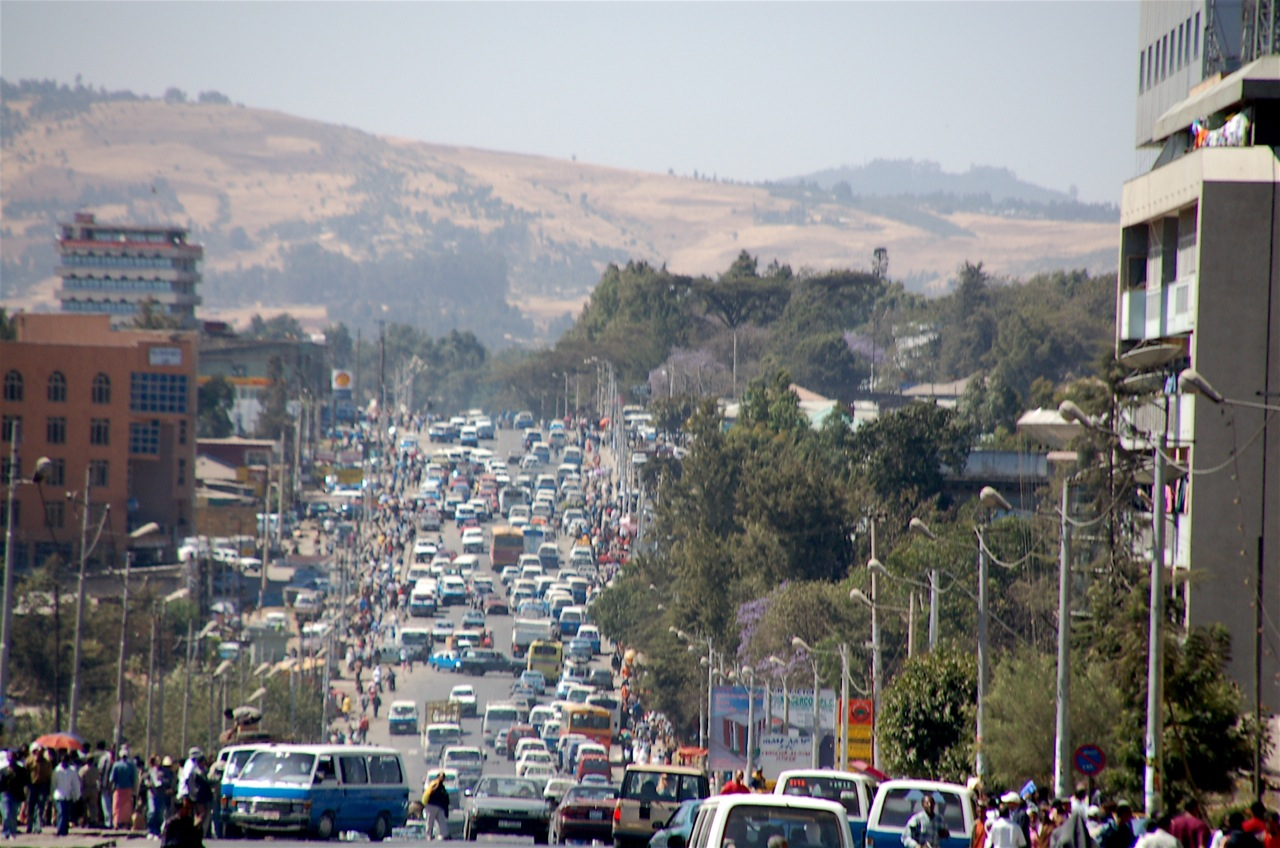
Városkép

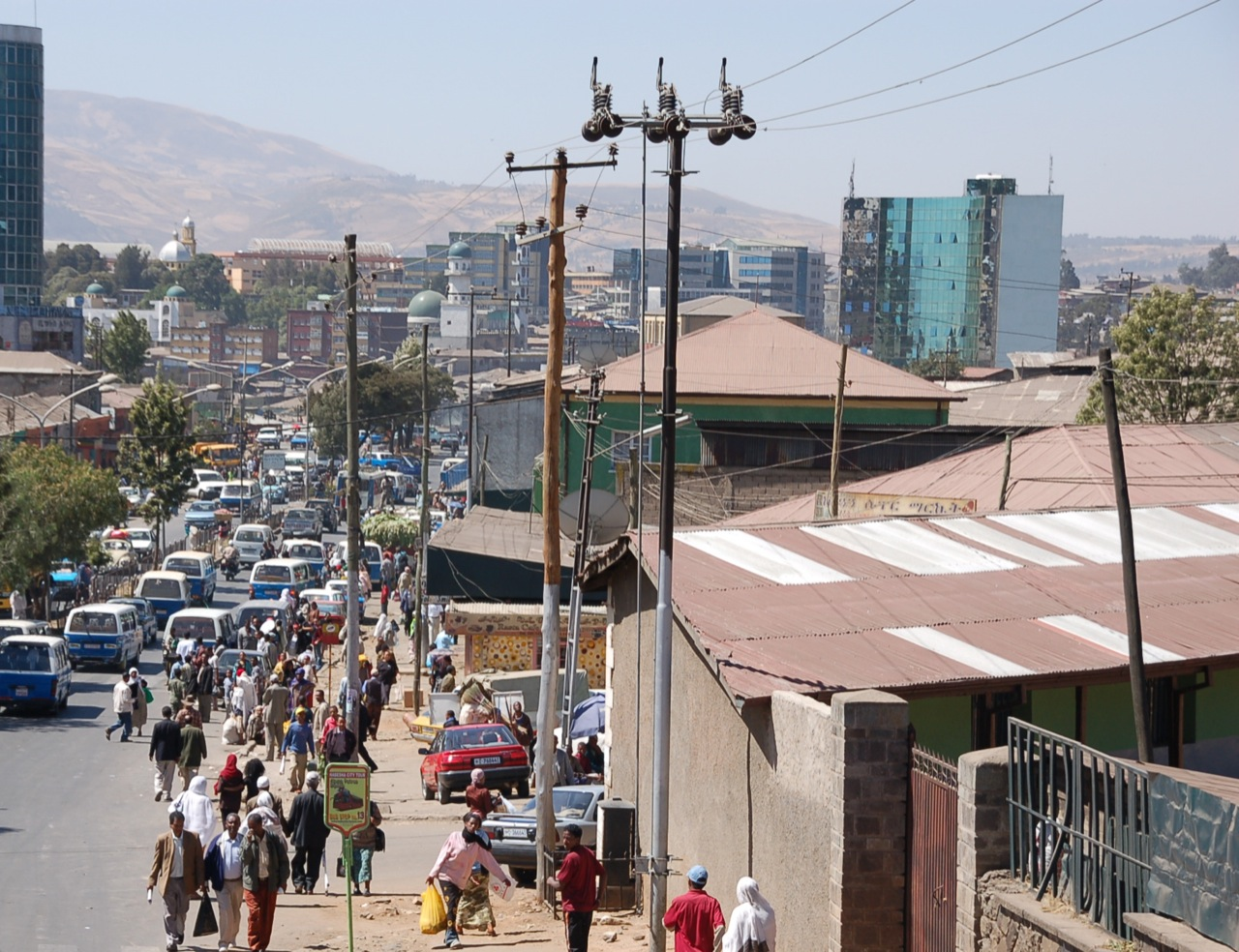
Addisz-Abeba egy városképe

| Hónap                                                                     | Jan. | Feb. | Már. | Ápr. | Máj. | Jún. | Júl. | Aug. | Szep. | Okt. | Nov. | Dec. | Év   |
| ------------------------------------------------------------------------- | ---- | ---- | ---- | ---- | ---- | ---- | ---- | ---- | ----- | ---- | ---- | ---- | ---- |
| Átlagos max. hőmérséklet (°C)                                             | 23,0 | 24,3 | 24,8 | 24,2 | 24,4 | 20,0 | 17,9 | 20,0 | 21,3  | 22,3 | 22,6 | 22,8 | 22,3 |
| Átlaghőmérséklet (°C)                                                     | 15,5 | 16,7 | 18,2 | 18,4 | 18,4 | 15,6 | 14,6 | 15,7 | 16,2  | 16,1 | 15,7 | 15,5 | 16,4 |
| Átlagos min. hőmérséklet (°C)                                             | 8,0  | 9,0  | 11,6 | 12,0 | 12,3 | 11,2 | 11,3 | 11,2 | 11,0  | 9,9  | 8,7  | 8,1  | 10,4 |
| Átl. csapadékmennyiség (mm)                                               | 16   | 36   | 68   | 88   | 76   | 123  | 259  | 278  | 174   | 41   | 8    | 10   | 1177 |
| Forrás: National Meteorological Agency, World Meteorological Organisation |      |      |      |      |      |      |      |      |       |      |      |      |      |

## Történelem
Az 1886-ban II. Menelik császár által alapított város helyét felesége, Taitu etióp császárné választotta ki. Ma népessége 8%-kal nő évente és az agglomerációval együtt eléri a 7 milliót. Az Entoto hegy lábánál fekvő város egyeteme, a korábbi I. Hailé Szelasszié Egyetem, a névadó császártól kapta az 1889-ben épített palotát, és abban működik 1961 óta.

## Népessége
A város népességének változása (elővárosok nélkül):
| Lakosok száma | 3 384 569 | 3 041 002 | 5 228 000 | 5 704 000 |
|               | 2008      | 2012      | 2022      | 2024      |

A város népessége a 2007-es népszámlálás alapján 2 738 248 fő, ennek 47,6%-a férfi, 52,4%-a nő.

### Etnikumok
A legnagyobb népcsoport, az amhara 47,1%-kal, de az omoro (19,5%), a guragie (16,3%) és a tigrinyák (6,2%), silte (3%), gamo (1,7%) népek is jelentős számban képviselik magukat.

### Vallások
A lakosság legnagyobb része, 74,7%-a az Etióp ortodox egyház tagja, rajtuk kívül muszlimok (16,2%) és protestánsok (7,8%) élnek nagyobb számban a városban.

## Látnivalók
- Mercato: A város legnagyobb piaca. Helyi művészek állítják ki itt műalkotásaikat.
- Addisz-Abeba egyetem: I. Hailé Szelasszié császár palotája volt az épület. Itt található a 3 millió éves Lucy koponya.
- Menelik-Mauzóleum: Itt található a császár néhány használati tárgya.
- Szent György-katedrális: itt koronázták Hailé Szelasszié császárt.
- Szentháromság (Szelasszié) katedrális

## Gazdaság
A város az ország szívében fekszik, ezért is az ország egyik legnagyobb kereskedelmi központja.

## Közlekedés

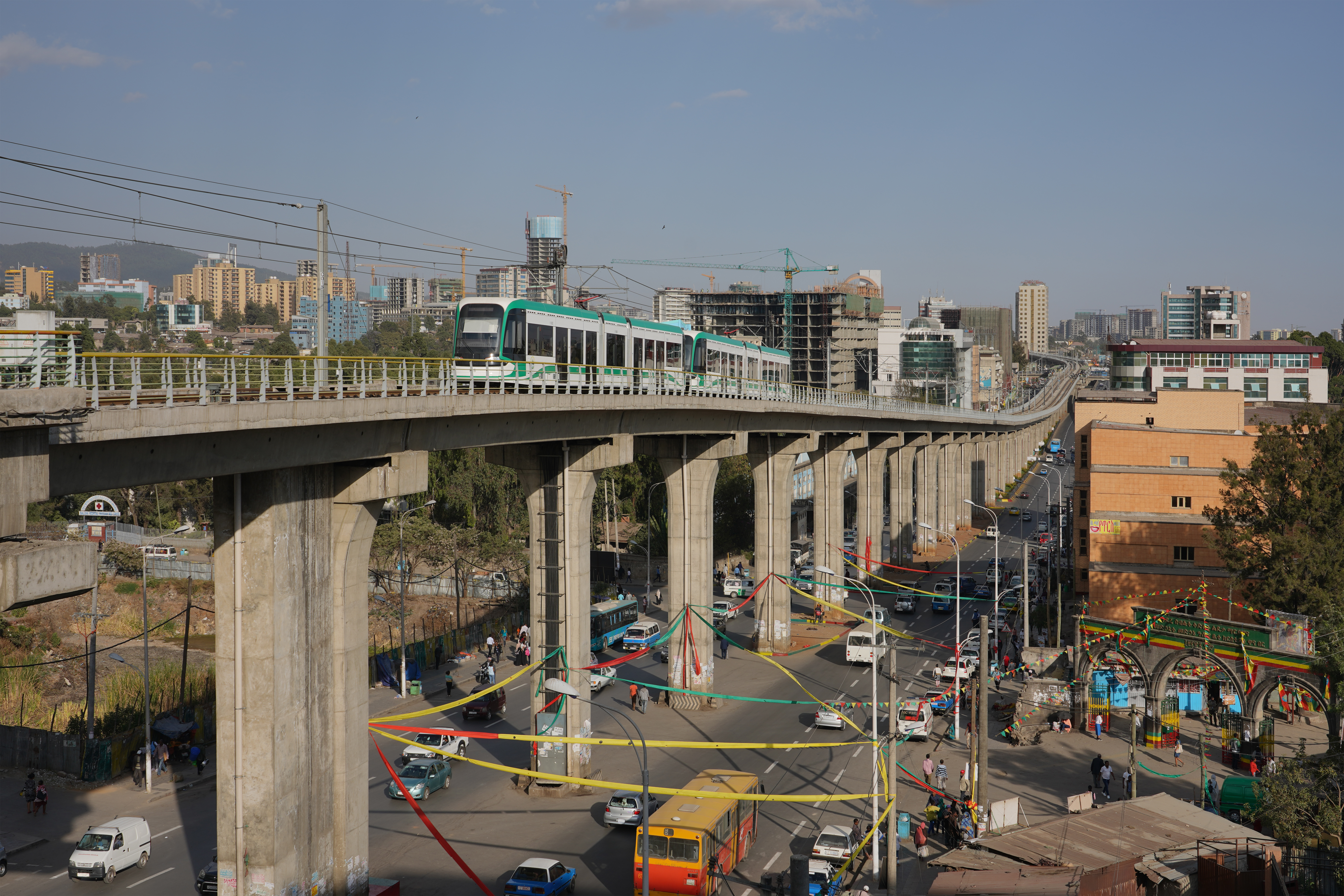
A Light Rail vonata

A várost a Bole nemzetközi repülőtér szolgálja ki, ahol 2003-ban új terminál nyílt meg.
2015 szeptemberében avatták fel a város első könnyű vasút vonalát, a városközponttól a város déli részén található ipari területekig tartó 17 kilométeres vonalat. Az itt közlekedő járművek kínai gyártmányúak.
A várost vasútvonal köti össze Dzsibutival.

## Testvértelepülések
- Lipcse, Németország (2004)
- Beér-Seva, Izrael

## Fordítás
- Ez a szócikk részben vagy egészben  az   Addis Ababa című angol Wikipédia-szócikk ezen változatának fordításán alapul.  Az eredeti cikk szerkesztőit annak laptörténete sorolja fel. Ez a jelzés csupán a megfogalmazás eredetét és a szerzői jogokat jelzi, nem szolgál a cikkben szereplő információk forrásmegjelöléseként.